# Inside (film, 2016)
Pour les articles homonymes, voir Inside.
Pour plus de détails, voir Fiche technique et Distribution.
Inside est un film d'horreur américain réalisé par Miguel Ángel Vivas, sorti en 2016. Il s'agit du remake du film français À l'intérieur de Alexandre Bustillo et Julien Maury, sorti en 2007.

## Résumé
À la suite de la mort tragique de son mari, une femme enceinte tente de revivre. Un soir, alors qu'elle vit seule chez elle, une étrange femme tente de rentrer chez elle dans l'unique but de lui prendre le bébé qu'elle porte en elle...

## Fiche technique
- Titre origine et français : Inside
- Réalisation : Miguel Ángel Vivas
- Scénario : Jaume Balagueró et Manu Díez, d'après le scénario original du film À l'intérieur de Alexandre Bustillo et Julien Maury
- Photographie : Josu Inchaústegui
- Montage : Luis de la Madrid
- Décor : Rebeca Comerman
- Musique : Víctor Reyes
- Production : Adrian Guerra et Núria Valls
- Format : couleur
- Pays : États-Unis
- Langue : anglais
- Genre : Horreur
- Durée : 91 minutes
- Dates de sortie : 
  - Espagne : 7 octobre 2016 (Festival international du film de Catalogne)
  - France : 11 août 2017 (DVD)

## Distribution
- Rachel Nichols : Sarah
- Laura Harring : La Femme
- Andrea Tivadar : Alice Donovan
- Stany Coppet : Hugo Garcia
- Craig Stevenson : Mike McCogan
- David Chevers : Brian
- Richard Felix : Rick Stein
- Maarten Swaan : Matthew Fields